# George London

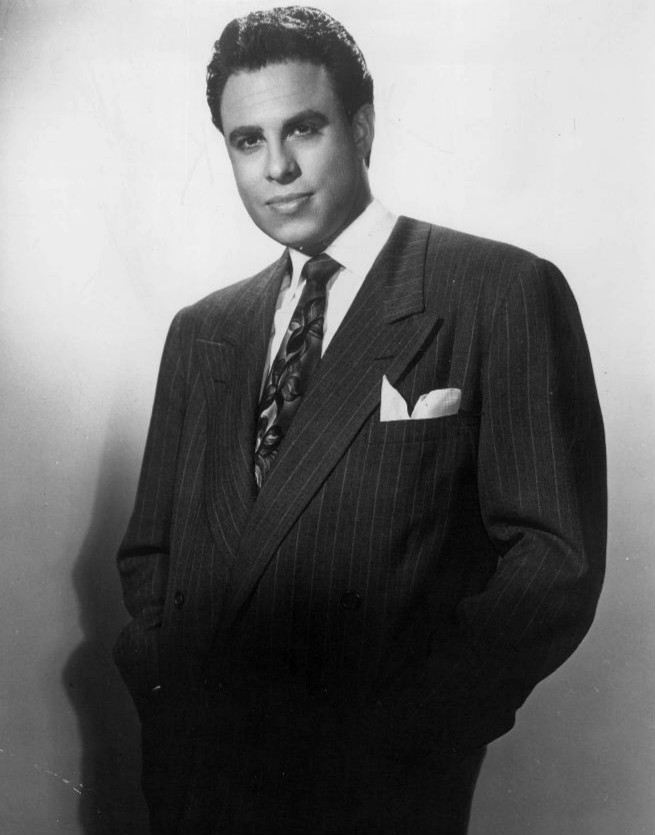
George London 1951

George London (* 30. Mai 1920 (andere Quelle: 1919) in Montréal; † 24. März 1985 in Armonk, New York; eigentlich George Burnstein) war ein amerikanischer Opernsänger in der Stimmlage Bassbariton.

## Leben
London wuchs als Sohn einer russischstämmigen jüdischen Familie in Los Angeles auf. Er debütierte 1942 in Hollywood als Dottore Grenvil in La traviata, setzte dann sein Gesangsstudium in New York fort und hatte zunächst im Unterhaltungssektor Erfolge (u. a. zusammen mit Mario Lanza).
1949 wurde er von Karl Böhm entdeckt und an die Wiener Staatsoper geholt. Seine erste Partie dort war der Amonasro in Aida und in der Folge erarbeitete er sich die großen Partien des dramatischen (Bass-) Bariton-Fachs. 1951 sang er zum ersten Mal an der Metropolitan Opera in New York. Eine weitere wichtige Station seiner Karriere war das Glyndebourne Festival. Seine größten Erfolge hatte er zwischen 1951 und 1964 in Bayreuth, wo er den Holländer und Amfortas verkörperte. Weitere Glanzpartien waren Boris Godunow, Don Giovanni und Scarpia (Tosca).
Sein weltweiter Ruhm führte ihn an alle wichtigen Opernhäuser in Europa und USA, bis er in den 1960er Jahren aufgrund einer Stimmbandlähmung seine Karriere beendete. Von 1968 bis 1971 war er Direktor des John F. Kennedy Center for the Performing Arts in Washington, D.C., von 1971 bis 1976 Direktor des National Opera Institute und der Washington, D.C. Opera (1975–1979).
George London war auch ein gesuchter Stimmbildner. 1977 erlitt er im Rahmen dieser Tätigkeit einen Herzinfarkt mit nachfolgender Hirnbeteiligung, in dessen Folge er eine lebenslange, halbseitige Lähmung davontrug. Nach diesem ersten Infarkt verschlechterte sich sein Gesundheitszustand beträchtlich. Wenige Jahre später überlebte London einen zweiten, erlag jedoch am 24. März 1985 in Armonk, New York den Folgen eines dritten Herzinfarktes.
George London war ein eher statischer Darsteller, doch packte seine Ausstrahlung gerade bei sparsamer Gestik. Er verfügte über eine außergewöhnliche, nicht allein schöne, sondern vor allem unverwechselbar persönlich gefärbte Stimme mit großer Textverständlichkeit. Seine phänomenale Bühnenpräsenz stattete seine Figuren mit Charisma, Dämonie und suggestiver Kraft aus. Folgerichtig hatte er seine größten Erfolge in hintergründig angelegten Figuren. So war sein Don Giovanni kein dekadenter Lebemann, sondern ein verführerischer Dämon, und sein Boris Godunow kein machtbesessener Usurpator, sondern ein vom Abgrund des Wahnsinns in seiner Existenz bedrohter, tief einsamer Mensch. Das gilt natürlich erst recht für seinen Holländer und seinen Amfortas (Parsifal), die zu seinen bedeutendsten Partien zählen.

## Ehrungen
- 1970: Mozartmedaille durch die Mozartgemeinde Wien[1]